# Dasychira bergmannii
Dasychira bergmannii är en fjärilsart som beskrevs av Swinhoe 1904. Dasychira bergmannii ingår i släktet Dasychira och familjen tofsspinnare. Inga underarter finns listade i Catalogue of Life.